# Ждярек, Иво
Иво Ждярек, в ряде русскоязычных источников также упоминается как Иво Здарек (чеш. Ivo Žďárek; 6 ноября 1960 года, Трутнов, Чехословакия — 20 сентября 2008 года, Исламабад, Пакистан) — чехословацкий и чешский дипломат. Погиб в огне в начале своей каденции в качестве чрезвычайного и полномочного посла Чехии в Пакистане после теракта в исламабадской гостинице Marriott, пытаясь помочь другим людям спастись из горящего здания..

## Образование и дипломатическая карьера
Получил несколько высших образований в вузах разных стран, включая Московский государственный институт международных отношений (выпуск 1985 года), Карлов университет в Праге, курс дипломатических отношений в Стэнфордского университета (выпуск 1993 года) и Чешскую дипломатическую академию. Был женат, имел двоих сыновей.
С 1986 года работал в Министерстве иностранных дел Чехословакии. С 1988 работал в различных представительствах ЧССР, позже Чешской Республики в странах Азии. частности, с 1988 по 1992 год работал в консульстве в Шанхае, а в 1992 году был переведён на должность третьего секретаря посольства ЧССР в Пекине (КНР). С 1993 по 1994 год он работал на родине в Министерстве иностранных дел Чешской Республик в Праге, а с 1995 по 1999 год вновь был послан в Китай в качестве генерального консула Чехии в Шанхае.
С 2000 по 2003 год работал на различных должностях в Министерстве иностранных дел в Праге.
С 2004 по 2008 год он занимал пост посол Чехии во Вьетнаме. В тот период, во внешней политике Чехии разразился скандал, связанный с подкупом чиновников визового отдела посольства в Ханое, однако расследование чешских властей не выявили никакой причастности Ждярека к преступным действиям.
В августе 2008 года был назначен послом Чехии в Пакистане.

## Смерть
В начале своей каденции посла в Пакистане Ждярек временно проживал в исламабадском отеле Marriott в ожидании завершения переоборудования постоянной резиденции для него на территории посольства. Когда в гостинице был совершён теракт со взрывом бомбы, вызвавшим возгорание, дипломат пережил сам теракт, но пошел внутрь, чтобы помочь другим выжившим выбраться из горящего здания. Поняв позднее, что не может выбраться из очага пожара, позвонил по мобильному телефону с просьбой о помощи, однако спастись не смог.
Тело дипломата было отправлено на родину; церемония прощания прошла в пражском аэропорту. В церемонии приняли участие члены семьи Ждярека и ряд чешских политиков высшего уровня, включая президента Чехии Вацлава Клауса и премьер-министра Мирека Тополанека. Президентом Клаусом и министром иностранных дел Карела Шварценберга были высказаны соболезнования родным и друзьям посла и выражена решимость в продолжении борьбы с терроризмом.
Похоронен на кладбище городка Сеч в Пардубицком крае.

## Дополнительные ссылки
- Des ruines et des morts (фр.). Radio Canada. 21 сентября 2008. Дата обращения: 22 августа 2016.{{cite news}}:  Википедия:Обслуживание CS1 (url-status) (ссылка)
- Tsekin suurlähettiläs kuoli Pakistanin pommi-iskussa (фин.). Ilta Sanomat. 21 сентября 2008. Дата обращения: 22 августа 2016.
- Новая жертва теракта в Marriott: посол Чехии. Вести.ru. 21 сентября 2008. Дата обращения: 22 августа 2016.
- Ольга Калинина (21 сентября 2008). Посол Чехии стал жертвой теракта в Исламабаде. Радио Прага (русская редакция). Дата обращения: 22 августа 2016.